# Scopula mappata
Scopula mappata är en fjärilsart som beskrevs av Achille Guenée 1857. Scopula mappata ingår i släktet Scopula och familjen mätare. Inga underarter finns listade.